# Dinastija Han
Dinastija Han (poenostavljeno kitajsko: 汉朝; tradicionalno kitajsko: 漢朝; pinjin: Hàn Cháo; Wade–Giles: Han Ch'ao; 206 pr.n.št.–220 n.št.) je bila kitajska cesarska dinastija, ki je nasledila dinastijo Čin in se končala z obdobjem treh držav. Ustanovil jo je vodja upornikov Liu Bang, po smrti znan kot cesar Gaodzu. Kratek čas je njeno vladavino prekinila dinastija Šin (221–207 pr. n. št.), ki jo je vodil nekdanji regent Vang Mang. To medvladje deli obdobje dinastije Han v dve obdobji: Zahodni Han (206 pr. n. št.–9 n. št.) in Vzhodni Han (25–220 n. št.). Štiri stoletja trajajoče obdobje dinastije Han velja za zlato dobo kitajske zgodovine. Prevladujoča etnična skupina na Kitajskem se še danes imenuje Han, kitajska pisava pa se imenuje hanzi.
Cesarstvo je bilo razdeljeno na območja, imenovana komandirstva, pod neposrednim nadzorom centralne vlade, in več polavtonomnih kraljestev. Ta kraljestva so sčasoma izgubila vse ostanke avtonomije, predvsem po t. i. vstaji sedmih držav leta 154 pr. n. št. Nomadska konfederacija Šiongnu, ki je obvladovala vzhod evrazijske stepe, je leta 200 pr. n. št. premagala vojsko Hanov v bitki, po kateri je bila vzpostavljena politična zveza z dinastijo Han kot de facto podrejenim partnerjem. Ker se so kljub zvezi napadi nomadov na mejna ozemlja nadaljevali, je cesar Vu (vladal 141–87 pr. n. št.) sprožil proti njim več vojaških kampanj. Po porazu v tej vojni je bila konfederacija prisiljena sprejeti vazalski položaj. Kampanje so razširile območje vladavine dinastije Han do Tarimske kotline v Srednji Aziji in pripomogle k vzpostavitvi obsežnega omrežja trgovskih poti, znanega kot svilna cesta.
Po letu 92 so evnuhi na dvoru pričeli vedno aktivneje sodelovati v politiki. Nasilni boji za premoč med različnimi klani spremljevalcev cesaric in cesaric vdov so bistveno pripomogli k propadu dinastije. Avtoriteto cesarstva so pomembneje načele tudi velike daoistične združbe, ki so organizirale več uporov. Po smrti cesarja Linga (vladal 168–189) so vojaški častniki izvedli pokol med evnuhi in prevzeli politično moč, ob tem pa razdelili cesarstvo na več delov – pričelo se je obdobje treh držav. Cao Pi je prisilil zadnjega cesarja dinastije Han, da mu je prepustil prestol, kar je formalno pomenilo konec dinastije.

## Etimologija
Po Zapisih velikega zgodovinarja je po propadu dinastije Čin hegemon Šjang Ju imenoval Liu Banga za kneza majhnega fevda Handžong, poimenovanega po njegovi legi ob reki Han v današnjem jugozahodnem Šaanšiju. Po zmagi Liu Banga v sporu med Čujem in Hanom je bila ustanovljena dinastija Han, imenovana po fevdu Handžong.

## Zgodovina

### Zahodni Han
Prva kitajska cesarska dinastija je bila dinastija Čin (221–207 pr. n. št.). Čin je z osvojitvijo sosednjih kraljestev združil kitajske vojskujoče se države v cesarstvo, ki je po smrti prvega cesarja Čin Ši Huanga postalo nestabilno in po štirih letih v uporu propadlo.  Voditelja upora Šjang Ju (umrl 202 pr. n. št.) iz Čuja in Liu Bang (umrl 195 pr. n. št.) iz Hana, sta se zatem  zapletla v vojno za vrhovno oblast v Kitajski, razdeljeni na 18 kraljestev. Četudi se je Šjang Ju izkazal za učinkovitega poveljnika, ga je Liu Bang leta 202 pr. n. št. premagal v bitki pri Gaišjaju v današnjem Anhuiju. Liu Bang je na poziv svojih privržencev prevzel naziv cesar (huangdi) in bil po mrti znan kot cesar Gaodzu (vladal 202–195 pr. n. št.). Za prestolnico pod Hani znova združenega kitajskega cesarstva je bil izbran Čangan, današnji Šjan.
Na začetku dinastije Zahodni Han (tradicionalno kitajsko 西漢, poenostavljeno kitajsko 西汉, pinjin Xīhàn), znane tudi kot Nekdanja dinastija Han (tradicionalna kitajsko 前漢, poenostavljeno kitajsko 前汉, pinjin Qiánhàn), je državo tvorilo trinajst centralno vodenih komandatur v zahodni tretjini imperija, vključno z regijo glavnega mesta, vzhodni dve tretjini pa sta bili razdeljeni na deset   polavtonomnih kraljestev. Cesar Gaodzu  je svoje najvidnejše poveljnike iz vojne s Čujem imenoval za kralje. 
Do leta 196 pr. n. št. je dvor Hana vse omenjene kralje, z izjemo kralja Čangšaja, zamenjal s člani kraljeve družine Liu, ker je bila njihpva zvestoba vprašljiva. Po nizu uporov kraljev, največji je bil upor sedmih držav leta 154 pr. n. št., je cesarski dvor uvedel vrsto reform, ki so se začele izvajati leta 145 pr. n. št. Dvor je z reformami omejil velikost in moč teh kraljestev ter razdelil njihova nekdanja ozemlja na nova centralno nadzirane vojaške komandature. Kralji niso več mogli imenovati lastnega osebja. To dolžnost je prevzel cesarski dvor. Kralji so postali nominalni vladarji svojih fevdov in pobirali del davčnih prihodkov kot svoje osebne dohodke. Kraljestva niso bila nikoli popolnoma ukinjena in so obstajala tako v Zahodnem kot v Vzhodnem Hanu.
Severno od ožje Kitajske je Modu Čanju (vladal 209–174 pr. n. št.), poglavar nomadskih Šiungnujev,  podjarmil različna plemena v vzhodnem delu Evrazijske stepe. Do konca svoje vladavine je obvladoval Mandžurijo, Mongolijo in Tarimsko kotlino in si podredil več kot dvajset držav vzhodno od Samarkanda. Cesarja  Gaodzuja je zaskrbela obilica železnega orožja, izdelanega v Hanu, s katerim se je trgovalo s Šiungnuji vzdolž severnih meja, zato je proti njim uvedel trgovinski embargo.
Šiungnuji so se mu maščevali z vdorom v današnjo provinco Šanši, kjer so leta 200 pr. n. št. pri Bajdengu premagali sile Hana. Vojna se je končala s sporazumom iz leta 198 pr. n. št., s katerim so voditelji Šiungnujev in Hanov postali enakovredni partnerji. Hani so bili kljub temu prisiljeni poslati Šiungnujem  veliko poklonov, kot so svilena oblačila, živila in vino.
Veliko šiungnujskih poglavarjev se je kljub poklonom in pogajanji med Laošangom (vladal 174–160 pr. n. št.) in cesarjem Venom (vladal 180–157 pr. n. št.) o ponovnem odprtju obmejnih trgov odločilo, da ne bo spoštovalo sporazuma in je občasno napadalo ozemlja Hana južno od Velikega zidu in zahtevalo dodatne ugodnosti. Na dvorni konferenci, ki jo je leta 135 pr. n. št. sklical cesar Vu, je večina ministrov menila, naj se sporazum kljub pogostim napadom spoštuje, kar je cesar upošteval.
Na dvorni konferenci naslednje leto je bila večina prepričana, da bi omejeno sodelovanje in atentat na čanjuja pahnilo kraljestvo Šiungnu v kaos in koristilo Hanom. Ko je načrtovana zarota leta 133 pr. n. št. spodletela, je cesar Vu sprožil vrsto množičnih vojaških invazij na ozemlje Šiungnuja. Napadi so dosegli vrhunec leta 119 pr. n. št. v bitki pri Mobeiju, ko sta poveljnika Hana Huo Čubing  in Vej Čing prisilila dvor Šiungnuja, da je pobegnil na ozemlje severno od puščave Gobi. Sile Hana so prodrle na sever do Bajkalskega jezera.
Po Vujevi smrti so sile Hana nadaljevale vojno s Šiungnuji do leta 51 pr. n. št., ko se je vladar Šiungnujev Huhanje čanju končno podredil Hanu kot tributarni vazal.  Džidži čanjuja, Huhanjejevaga tekmeca za prestol, so Hani ubili v bitki pri današnjem Tarazu v Kazahstanu.
Leta 121 pr. n. št. so sile Hana izgnale Šiungnuje z obsežnega ozemlja od koridorja Heši do Lop Nura in leta 111 pr. n. št. odbile napad združene vojske Čjangnuja in Čanga.  Han je nato na osvojenem ozemlju ustanovil štiri nove mejne komandature: Džjučuan, Džangji, Dunhuang in Vuvej. Večino obmejnega prebivalstva so tvorili vojaki. Dvor je v nova obmejna naselja občasno prisilno preseljeval kmete, sužnje v državni lasti in kaznjence, ki so opravljali najtežja dela. Dvor je tudi spodbujal meščane, kmete, trgovce, posestnike in najemne delavce, da so se prostovoljno preselili na mejo. 
Še pred širitvijo Hana v Srednjo Azijo so potovanja diplomata Džang Čjana od leta 139 do 125 pr. n. št. vzpostavila stike Kitajske s številnimi okoliškimi civilizacijami. Džang je obiskal Dajuan (Ferganska dolina), Kangdžu (Sogdija) in Daksijo (Baktrija, prej Grško-Baktrijsko kraljestvo) in zbral podatke o dolini Inda in Partskem cesarstvu. Han je sčasoma v vse države poslal svoje veleposlanike. Diplomatske povezave so pomenile začetek trgovske mreže svilne ceste, ki se je razširila do Rimskega imperija. Kitajska je tja prodajala svoje blago, kot je svila, in od tam dobivala rimsko blago, kot je steklenina.
Približno od leta 115 do 60 pr. n. št. so se sile Hana vojskovale proti Šjongnuju za nadzor nad mestnimi državami v oazah Tarimske kotline. Han je sčasoma zmagal in leta 60 pr. n. št. ustanovil protektorat zahodnih regij, zadolžen za z obrambo in zunanje  zadeve regije. Han se je razširil tudi proti jugu. Pomorska osvojitev Nanjueja leta 111 pr. n. št. je razširila kraljestvo Han v današnji Guangdong, Guangši in severni Vietnam. Z osvojitvijo kraljestva Dian leta 109 pr. n. št. je Han pridobil Junan, ki so mu sledili deli Korejskega polotoka leta 108 pr. n. št.  V prvem znanem kitajskem popisu prebivalstva leta 2 n. št. je bilo registriranih 57.671.400 oseb v 12.366.470 gospodinjstvih.
Cesar Vu je za plačevaje vojaških akcij in kolonialno širitev cesarstva nacionaliziral več zasebnih industrij. Ustanovil je monopole centralne vlade, ki so jih večinoma upravljali nekdanji trgovci. Ti monopoli so vključevali proizvodnjo soli, železa in žganih pijač ter kovanje bronastega denarja. Monopol nad alkoholnimi pijačami je trajal od leta 98 do 81 pr. n. št., monopola nad soljo in železom pa sta bila ukinjena v zgodnjem Vzhodnem Hanu. Izdajanje kovancev je ostalo monopol centralne vlade do konca dinastije Han.
Vladni monopoli so bili sčasoma odpravljeni, ko je politična frakcija, znana kot reformisti, pridobila večji vpliv na dvoru. Reformisti so nasprotovali modernistični frakciji, ki je obvladovala dvorno politiko v času vladavine cesarja Vuja in med kasnejšim regentstvom Huo Guanga. Modernisti so se zavzemali za agresivno in ekspanzivno zunanjo politiko, podprto s prihodki iz močnega vladnega poseganja v zasebno gospodarstvo. Reformisti bi to politiko radi ukinili. Zavzemali so se za previden, neekspanziven pristop k zunanji politiki, varčno proračunsko reformo, nižje davčne stopnje in zasebno podjetništvo. 

### Vang Mangova vladavina in državljanska vojna
Vang Džengdžun (71 pr. n. št. – 13 n. št.) je bila najprej cesarica žena, nato cesarica vdova in končno velika cesarica vdova med vladavinami cesarjev Juana (vladal 49–33 pr. n. št.), Čenga (vladal 33–7 pr. n. št.) in Aija (vladal 7–1 pr. n. št.). V tem času je imel naziv regenta niz njenih moških sorodnikov. Po smrti regenta Aija je bil za regenta in državnega maršala pod cesarjem Pingom imenovan cesaričin nečak Vang Mang.
Ko je Ping 3. februarja 6 n. št. umrl, je bil za njegovega naslednika izbran mladoletni Liu Jing, Vang Mang pa je bil imenovan za vršilca dolžnosti cesarja. Vang je obljubil, da bo svojo oblast predal Liu Jingu, ko bo polnoleten. Vang Mang je 10. januarja leta 9  kljub obljubi ter protestom in uporom plemstva trdil, da božanski mandat nebes zahteva konec dinastije Han in začetek njegove lastne dinastije Šin (9–23 n. št.).
Vang Mang je sprožil vrsto velikih reform, ki so se na koncu izkazale za neuspešne. Reforme so vključevale prepoved suženjstva, nacionalizacijo zemlje za enakomerno razdelitev med gospodinjstva in uvedbo nove valute, ki je razvrednotila obstoječo valuto. Četudi so reforme sprožile precejšnje nasprotovanje, je Vangov režim dokončno padel šele z velikimi poplavami okoli leta 3 n. št. in leta 11. Postopno kopičenje mulja v Rumeni reki je dvignilo nivo vode in preobremenilo naprave za nadzor poplav. Rumena reka se je razdelila na dva nova rokava: eden se je izlival severno in drugi južno od polotoka Šandong. Inženirjem Hana je leta 70 uspelo zajeziti južni rokav reke.
Poplave so pregnale na tisoče kmetov, od katerih so se mnogi, da bi preživeli, pridružili potepuškim razbojniškim in uporniškim skupinam, kot je bila Rdeče obrvi. Vang Mangove vojske niso bile sposobne zadušiti teh številčnih uporniških skupin. Uporniška drhal je nazadnje vdrla v palačo Veijang in ubila Vang Manga.
Cesar Gengši (vladal 23–25 n. št.), potomec cesarja Džinga (vladal  157–141 pr. n. št.), je poskušal obnoviti dinastijo Han in zasedel prestolnico Čangan. Uporniki Rdeče obrvi  so ga premagali,  odstavili in nato ubili in na njegovo mesto postavili marionetnega monarha Liu Penzija.  Potem ko se je odlikoval v bitki pri Kunjangu leta 23 n. št., je bil Gengšijev daljni sorodnik Liu Šiu pozvan, naj kot cesar nasledi Gengšija. Liu Šiu je bil po smrti znan kot cesar Guangvu (vladal 25–57 n. št.).
Pod Guangvujevo vladavino  je bilo cesarstvo Han obnovljeno. Cesar je leta 25 n. št. za svojo prestolnico izbral Luojang. Dve leti kasneje sta njegova častnika Deng Ju in Feng Ji prisilila Rdeče obrvi k predaji in usmrtila njihove voditelje zaradi izdaje.  Od leta 26 do 36 n. št. se je moral cesar Guangvu vojskovati proti drugim regionalnim vojskovodjem, ki so zase zahtevali naslov cesarja. Po njihovem porazu je bila Kitajska ponovno združena pod dinastijo Han.
Obdobje med ustanovitvijo dinastije Han in vladavino Vang Manga je znano kot Zahodni Han (tradicionalno kitajsko 西漢, poenostavljeno  kitajsko 西汉, pinjin Xīhàn) ali Nekdanji Han (tradicionalno kitajsko  前漢,  poenostavljeno kitajsko 前汉,  pinjin  Qiánhàn) (206 pr. n. št. – 9 n. št.). V tem obdobju je bil glavno mesto cesarstva Čangan, sedanji Šjan. Od vladavine Guangvuja je bila prestolnica premaknjena proti vzhodu v Luojang. Obdobje od njegove vladavine do padca Hana je znano kot Vzhodni Han ali Kasnejši Han (25–220 n. š.). 

### Vzhodni Han
Vzhodni Han (tradicionalno kitajsko 東漢, poenostavljeno kitajsko 东汉, pinjin Dōnghàn), znan tudi kot Kasnejši Han (tradicionalno kitajsko 後漢, poenostavljeno kitajsko 后汉, pinjin Hòuhàn), se je uradno začel 5. avgusta 25 n. št., ko je Liu Šiu postal cesar Guangvu iz Hana. Med obsežnim uporom proti Vang Mangu je država Gogurjeo izkoristila priložnost in napadla Hanova korejska poveljstva. Han je ponovno dobil oblast nad regijo šele leta 30 n. št.
Leta 40 n. št. so se Hanu uprle sestre Trưng iz Vietnama. Njihov upor je zatrl hanski general Ma Juan v kampanji leta 42–43. Vang Mang je obnovil sovražnost proti Šjongnujem, dokler se njihov voditelj Bi, tekmec za prestol proti svojemu bratrancu Punu, leta 50 ni podredil Hanu kot tributarni vazal. Nastali sta dve rivalski šjongnujski državi: Južni Šjongnu, kjer je vladal Hanov zaveznik Bi, in Severni Šjongnu, kjer je vladal Hanov sovražnik Punu.
Med turbulentno vladavino Vang Manga je Kitajska izgubila tudi nadzor nad Tarimsko kotlino, ki jo je leta 63 osvojil Severni Šjongnu in jo uporabil kot bazo za napad na prehod Heši v Gansuju. Dov Gu  je v bitki pri Jivulu leta 73 porazil severne Šjongnuje in jih pregnal do jezera Barkol in nato ustanovil garnizijo v Hamiju. Ko so zavezniki Šjongnujev leta 75 ubili hanovskega generalnega varuha zahodnih regij, je bila garnizija v Hamiju umaknjena.
V bitki pri Ikh Bajanu leta 89  je Dou Šjan premagal severne Šjongnuje, ki so se nato umaknili v gorovje Altaj. Po njihovem begu so ozemlje od meja kraljestva Bujeo v Mandžuriji do reke Ili ljudstva Vusun leta 91 zasedli nomadski Šjanbeji. Šjanbeji so dosegli svoj višek pod  Tanšihuajem, ki je brez izjeme premagoval kitajske vojske. Po njegovi smrti je plemenska zveza razpadla.
Ban Čao, diplomat in general Vzhodnega Hana (umrl leta 102), je pridobil pomoč Kušanskega cesarstva iz sedanje Indije, Pakistana, Afganistana in Tadžikistana, da bi podjarmil Kašgar in njegovo zaveznico Sogdijo. Ko so Hani leta 90 zavrnili prošnjo kušanskega vladarja Vime Kadfisesa za zakonsko zvezo s Hani, je Vima poslal svoje sile v Vakhan (Afganistan), da bi napadle Ban Čaoja. Napad se je končal z umikom Kušanov zaradi pomanjkanja zalog. Leta 91  je bil ponovno vzpostavljen urad generalnega zaščitnika zahodnih regij pod Ban Čaovim vodstvom.
Med tujimi popotniki, ki so obiskali Vzhodni Han, so bili tudi budistični menihi, ki so prevajali budistične spise v kitajščino. Posebej znana sta An Šigao iz Partije in Lokaksema iz Gandare v Indiji. Poleg tributarnih odnosov s Kušani je Hansko cesarstvo prejemalo darila tudi od Partskega cesarstva, kraljestva v sodobnem Mjanmarju in vladarja Japonske in leta 97 začelo neuspešno misijo v Dačin (Rimsko cesarstvo) z Gan Jingom kot odposlancem.
Rimsko delegacijo cesarja Marka Avrelija (vladal 161–180) omenjata Vejlue in Hou Hanšu (Knjiga Kasnejšega Hana). Delegacija je prišla na dvor cesarja Huana iz Hana leta 166. Rafe de Crespigny trdi, da je bila to najverjetneje skupina rimskih trgovcev in ne diplomatov. Razen rimskih steklenih izdelkov in kovancev, ki so jih našli na Kitajskem, so rimske medaljone iz obdobja vladavine Antonina Pija in njegovega posvojenega sina Marka Avrelija našli tudi v Vietnamu. Kitajski viri trdijo, da so se Rimljani v letih 159 in 161 prvič izkrcali tudi v severni Indiji. Óc Eo v Vietnamu naj bi bil pristaniško mesto Cattigara, ki ga je Ptolemaj okoli leta 150 opisal v svoji Geografiji.
Kasnejši učenjaki Vzhodnega Hana so na vladavino cesarja Džanga (vladal 75–88) gledali kot na vrhunec dinastije Han. Naslednje vladavine je vse bolj zaznamovalo vmešavanje evnuhov v dvorno politiko in njihova vpletenost v nasilne boje za oblast klanov hanskih cesaric. Leta 92 cesar He s pomočjo evnuha Dženg Džonga cesarico vdovo Dou zaprl v hišni pripor in njenemu klanu odvzel oblast. Dejanje je bilo maščevanje za dejanja cesarice Dou, ki je očistila klan svoje matere gospe Liang in nato pred njim prikrila svojo identiteto. Po smrti cesarja Heja je med burno finančno krizo in obsežnim Čjangovim uporom, ki je trajal od leta 107 do 118, državne zadeve kot regentka vodila njegova vdova,  cesarica Deng Sui.
Po smrti cesarice vdove Deng, so cesarja Ana (vladal 106–125) obtožbe evnuhov Li Runa in Džjang Džinga prepričale, da so ga Deng in njena družina nameravali odstaviti. An je člane Denginega klana odpustil s položajev, jih izgnal in mnoge prisilil v samomor.
Po Anovi smrti je njegova žena, cesarica vdova Jan, na prestol postavila markiza Bejšjanga, da bi obdržala oblast v svoji družini.  Dvorni evnuh Sun Čeng je s spretno politiko strmoglavil njen režim in ustoličil cesarja Šuna iz Hana (vladal 125–144). Jan so postavili v hišni zapor, njene sorodnike pa pobili ali izgnali. Njene zaveznike evnuhe so pobili. Regent Liang Dži, brat cesarice Liang Na, je ukazal  ubiti svaka kasnejše cesarice Deng Mengnu, ker se mu je uprla in ga poskušala nadzirati. Kasneje je cesar Huan s pomočjo evnuhov odstavil Liang Džija in ga prisilil, da je naredil samomor.
Študenti Cesarske univerze so organizirali obsežen študentski protest proti evnuhom z dvora cesarja Huana. Huan je še bolj odtujil državne uradnike, ko je v času gospodarske krize sprožil veličastne gradbene projekte in v svojem haremu gostil na tisoče konkubin.  Dvorni evnuhi so zaprli uradnika Li Jinga in njegove sodelavce s Cesarske univerze zaradi dvomljive obtožbe izdaje. V zaporu so bili do leta 167 n. št., ko je veliki poveljnik Dou Vu prepričal svojega zeta, cesarja Huana, da jih je osvobodil. Cesar je Li Jingu in njegovim sodelavcem trajno prepovedal službovanje, kar je pomenilo začetek partizanskih prepovedi.
Po Huanovi smrti sta Dou Vu in veliki učitelj Čen Fan poskusila izvesti državni udar proti evnuhom Hou Lanu, Cao Džjeju  in Vang Fuju.  Ko je bila zarota razkrita, so evnuhi aretirali cesarico vdovo Dou  in Čen Fana. General Džang Huan, naklonjen evnuhom, in njegove čete so se pri vratih palače soočili z Dou Vujem in njegovimi spremljevalci. Obe strani sta drugo stran obtoževali izdaje. Ko so Dou Vuja postopoma zapustili njegovi pristaši,  je bil prisiljen storiti samomor. 
Pod cesarjem Lingom (vladal 168–189) so evnuhi obnovili in razširili  partizanske prepovedi in hkrati  izzivali najvišje vladne uradnike.  Številne državne zadeve sta prevzela evnuha Džao Džong in Džang Rang, cesar pa je čas preživljal s priležnicami in na vojaških paradah.

### Konec dinastije Han
Partizanske prepovedi so bile ukinjene med uporom rumenih turbanov in uporom petih mernikov riža leta 184, predvsem zato, ker dvor ni želel nadaljevati z odtujevanjem pomembnega dela plemiškega razreda, ki bi se sicer lahko pridružil upornikom. Privrženci rumenih turbanov in petih mernikov riža so pripadali dvema različnima hierarhičnima daoističnima verskima združbama, ki sta ju vodila verska voditelja Džang Džue oziroma Džang Lu. 
Džang Lujev upor v sedanjem severnem Sičuanu in južnem Šaanšiju je bil zadušen šele leta 215. Masovni Džang Džuejev upor v osmih provincah so Hanove sile uničile v enem letu, vendar so bila naslednja desetletja priča veliko manjšim ponavljajočim se uporom. Četudi so bili rumeni turbani poraženi, številni generali, imenovani med krizo, nikoli niso razpustili svojih milic in so jih uporabili za pridobivanje moči znotraj propadajočega cesarstva.
Glavni cesarski general He Džin, polbrat cesarice He, je z Juan Šaom skoval zaroto, da bi strmoglavil evnuhe tako, da je več generalov odkorakalo  na obrobje glavnega mesta. Tam so v pisni prošnji cesarici He zahtevali usmrtitev evnuhov. Po nekaj oklevanja je cesarica privolila. Evnuhi so njeno namero odkrili in zahtevali, da ukaz prekliče. 22. septembra 189 so evnuhi ubili generala He Džina. 
Juan Šao je nato oblegal severno palačo v Luojangu, njegov brat Juan Šu pa istočasno južno. 25. septembra sta bili obe palači osvojeni in približno dva tisoč evnuhov je bilo ubitih. Džang Rang, cesar Šao in njegov brat Liu Šje, kasnejši cesar Šjan iz Hana, so pred tem pobegnili. Džang je v begu pred zasledovalci naredil samomor  s skokom v Rumeno reko.
General Dong Džuo je mladega cesarja in njegovega brata našel tavati po podeželju. Varno ju je pospremil nazaj v prestolnico in postal minister za delo, prevzel nadzor nad Luojangom in prisilil Juan Šaoja v beg.  Dong Džuo je zatem cesarja Šaoja odstavil in v cesarja povišal svojega brata Liu Šieja, ki je vladal kot cesar Šjan. Odstavljeni Juan Šao je okoli sebe zbral koalicijo nekdanjih uradnikov in častnikov proti Dongu, ki je do tal požgal Luojang in maja 191 preselil dvor v Čangan.  Dong Džuo je kasneje zastrupil cesarja Šaoja.
Donga je ubil njegov posvojeni sin Lu Bu v zaroti, ki jo je skoval Vang Jun. Cesar Šjan je leta 195 pobegnil iz Čangana v ruševine Luojanga in prepričal Cao Caa, tedanjega guvernerja province Jan v sedanjem zahodnem Šandongu in vzhodnem Henanu, da je leta 196 za glavno mesto izbral Šučang. 
Juan Šao je izzval Cao Caa v spopad za nadzor nad cesarjem. Juanova moč se je močno zmanjšala, ko ga je Cao premagal v bitki pri Guanduju leta 200. Cao Cao je po Juanovi smrti leta 205 ubil njegovega sina Juan Tana, ki se je s svojimi brati boril za družinsko dediščino. Njegova brata Juan Šanga in Juan Šija je leta 207 ubil Gongsun Kang in njuni glavi poslal Cao Cau.
Po Cao Caovem porazu v pomorski bitki pri Rdečih pečinah leta 208 je bila Kitajska razdeljena na tri vplivne sfere. Na severu je prevladoval Cao Cao, na jugu Sun Čuan in na zahodu Liu Bei. Cao Cao je umrl marca 220. Njegov sin Cao Pi je je prestol prepustil cesarju Šjanu, ki je bil po smrti znan kot cesar Ven iz Veja. Dinastija Han se je s tem uradno končala in začelo se je obdobje spopadov med državami Cao Vej, Vzhodni Vu in Šu Han.

## Kultura in družba

### Družbeni razredi
V hierarhični družbeni ureditvi je bil cesar na vrhu hanske družbe in vlade. Namesto mladoletnih cesarjev, ki so bili pogosti, so vladali regenti, običajno cesarica vdova ali eden od njenih moških sorodnikov. Takoj za cesarjem so bili uvrščeni kralji, ki so pripadali cesarskemu družinskemu klanu Liu. Preostala družba, vključno s plemiči, nižjimi od kraljev, in vsemi prebivalci, razen sužnjev, je spadala enega od dvajsetih družbenih razredov (erši gongčeng). 
Vsak naslednji višji rang v državni upravi je  imetniku dajal večjo pokojnino in privilegije. Najvišji rang, rang polnega markiza, je prinašal državno pokojnino in teritorialni fevd. Neposredno pod njim je bil redni markiz, ki je tudi prejemal pokojnino, na pa teritorialnega fevda. Uradniki, ki so služili v vladi, so pripadali širšemu preprostemu družbenemu sloju in so bili po družbenem ugledu uvrščeni tik pod plemiče. Najvišji vladni uradniki so lahko bili imenovani za markize.
Do obdobja Vzhodnega Hana so se lokalne elite samostojnih učenjakov, učiteljev, študentov in vladnih uradnikov po vsej državi začele identificirati kot člani širšega plemiškega razreda  s skupnimi vrednotami in zavezanostjo k večji učenosti. Ko je vlada  v srednjem do poznem Vzhodnem Hanu postala opazno skorumpirana, je veliko teh gospodov menilo, da je negovanje moralno utemeljenih osebnih odnosov pomembnejše od opravljanja javnih funkcij.
Kmet, natančneje mali posestnik-obdelovalec, je bil v družbeni hierarhiji uvrščen tik pod učenjake in uradnike. Drugi kmetijski delavci,  kot so najemniki, mezdni delavci in sužnji, so imeli nižji status. Dinastija Han je prilagodila suženjstvo na Kitajskem in doživela porast kmetijskih sužnjev. Rokodelci, tehniki, trgovci in obrtniki so imeli pravni in socialno-ekonomski status med kmetom lastnikom-obdelovalcem in malim trgovcem.
Državno registrirane trgovce, ki so bili po zakonu prisiljeni nositi bela oblačila in plačevati visoke komercialne davke, je plemstvo imelo za družbene parazite s prezirljivim statusom. Mednje so pogosto spadali drobni trgovci na mestnih trgih. Potujoči trgovci in trgovci, ki so poslovali v več mestih, so se lahko izognili registraciji in so bili pogosto premožnejši in vplivnejši od velike večine vladnih uradnikov.
Bogati lastniki zemljišč, kot so plemiči in uradniki, so pogosto zagotavljali prenočišče za tiste, ki so zanje opravljali pomembna dela ali dolžnosti, kamor je včasih spadalo tudi  bojevanje z razbojniki ali vojskovanje. Za razliko od sužnjev so lahko služabniki prihajali in odhajali z doma svojega gospodarja, kakor so želeli. Zdravniki, rejci prašičev in mesarji so imeli precej visok družbeni položaj, okultistični vedeževalci, tekači in glasniki pa nizkega.

### Zakonska zveza, spol ni sorodstvo
Ožje družine v obdobju dinastije Han so bile patrilinearne in običajno imele štiri do pet družinskih članov, ki so živeli v enem gospodinjstvu. Družinski člani širše družine so za razliko od običajev v drugih dinastijah živeli ločeno. Po konfucijanskih družinskih normah so bili različni družinski člani obravnavani z različnimi stopnjami spoštovanja in intimnosti. Čas žalovanja za pokojnim očetom, na primer, je bil daljši od časa žalovanja za pokojnim stricem po očetovi strani. 
Poroke so bile zelo ritualizirane, zlasti med premožnimi mladoporočenci, in so vključevale številne pomembne korake. Posebej pomembno je bilo dajanje zaročnih daril, znanih kot ženina kupnina in dota. Odsotnost enega ali drugega je veljala za nečastno. Na takšno nevesto niso gledali kot na ženo, temveč kot na priležnico. Dogovorjene poroke so bile običajne, pri čemer se je očetov vpliv na zakonca svojega potomca štel za pomembnejšega od materinega.
Običajne so obile monogamne zakonske zveze, čeprav so bili plemiči in visoki uradniki dovolj premožni, da so si lahko privoščili in podpirali priležnice kot dodatne ljubice. Pod določenimi pogoji, ki so jih narekovali običaji in ne zakoni, so se tako moški kot ženske lahko ločili od svojih zakoncev in se ponovno poročili. Ženska, ki je ovdovela, je po moževi smrti še naprej pripadala moževi družini. Da bi se lahko ponovno poročila, je morala biti vdova vrnjena svoji družini v zameno za odkupnino. Njeni otroci niso smeli oditi z njo.
Dedovanje je upoštevalo primogenituro samo pri prenosu plemiških naslovov ali činov. Vsi sinovi so  prejeli enak delež družinskega premoženja. Za razliko od prakse v poznejših dinastijah je oče običajno poslal svoje odrasle poročene sinove proč s pripadajočimi deli družinskega premoženja. Hčere so s poroko prejele del družinskega premoženja, ki je bil običajno precej manjši od deležev sinov. Drugačna razdelitev preostanka družinskega premoženja bi lahko bila določena v oporoki, vendar ni jasno, kako pogosto se je to zgodilo. 
Od žensk se je pričakovalo, da bodo ubogale voljo svojega očeta, nato svojega moža in nato v starosti svojega odraslega sina. Iz sodobnih virov razvidno, da je bilo veliko odstopanj od tega pravila. Znane so matere, ki so ukazovale svojim sinovom, in cesarice, ki so ukazovale in odkrito poniževale svoje očete in brate.  Ženske so bile oproščene opravljanja obveznega letnega dela in so se poleg domačih opravil pogosto ukvarjale z vrsto poklicev.
Najpogostejši poklic žensk je bilo tkanje in šivanje oblačil za družino, za prodajo na tržnici ali za velika tekstilna podjetja, ki so zaposlovala na stotine žensk. Druge ženske so pomagale na kmetijah svojih bratov ali postale pevke, plesalke, prerokovalke, spoštovane zdravnice in uspešne trgovke, ki so si lahko privoščile lastna svilena oblačila. Nekatere ženske so ustanovile kolektive predic, v katere so bile vključene ženske več družin.

### Izobraževanje, književnost in filozofija
Zgodnji dvor Zahodnega Hana se je pri sprejemanju državnih odločitev in oblikovanju vladne politike naslanjal na filozofske nauke legalizma, daoizma in konfucijanstva. Dvor cesarja Vuja je dal konfucijanstvu izključno prednost. Cesar je leta 136 pr. n. št. ukinil vse akademske katedre ali erudite (博士, bóshì), ki se niso ukvarjale s konfucijanskimi petimi klasikami, in spodbujal kandidate za državne službe, naj pridobijo konfucijansko izobrazbo na cesarski univerzi, ki jo je ustanovil leta 124 pr. n. št.
Za razliko od prvotne ideologije, ki jo je zagovarjal Konfucij (ali Kongdzi, 551–479 pr. n. št.), je bilo konfucijanstvo v Hanu v času vladavine cesarja Vuja stvaritev Dong Džongšuja (179–104 pr. n. št.). Dong je bil učenjak in manjši uradnik, ki je združil etične konfucijanske ideje o ritualu, sinovski pobožnosti in harmoničnih odnosih s petimi fazami in kozmologijami jin-janga. Dongova sinteza je upravičila imperialni sistem vladanja znotraj naravnega reda vesolja.
Cesarska univerza je postajala vse pomembnejša. Število študentov je do 2. stoletja n. št. naraslo na več kot 30.000. Konfucijansko izobraževanje je bilo na voljo tudi v šolah na ravni komandatur in v zasebnih šolah, odprtih v majhnih mestih, kjer so se učitelji vzdrževali s šolninami. V skrajnih južnih regijah so bile ustanovljene šole, v katerih so uporabljali standardna kitajska besedila za asimilacijo lokalnega prebivalstva.
V obdobju dinastije Han so učenjaki ustvarili in preučevali več pomembnih besedil. Med njimi so bila filozofska dela Jang Šjoanga (53 pr. n. št. – 18 n. št.), Huan Tana (43 pr. n. št. – 28 n. št.), Vang Čonga (27–100 n. št.) in Vang Fuja (78–163 n. št.), ki so se spraševala, ali je človeška narava prirojeno dobra ali zla in predstavljala izzive Dongovemu univerzalnemu redu. Zapisi velikega zgodovinarja Sima Tana (umrl 110 pr. n. št.) in njegovega sina Sima Čjana (145–86 pr. n. št.) so postavili standardni model za vse standardne zgodovine cesarske Kitajske, kot je Knjiga Hana, ki so jo napisali Ban Bjao (3.–54 n. št.), njegov sin Ban Gu (32–92 n. št.) in njegova hči Ban Džao (45–116 n. št.). Življenjepise pomembnih osebnosti so pisali različni učeni avtorji. V obdobju Hana so bili objavljeni tudi slovarji, kot sta Šu Šenov (ok. 58 – ok. 147 n. št.) Šuoven džjezi in Jang Šjongov Fangjan. V pesništvu dinastije Han je prevladoval žanr fu, ki je največji pomen dosegel v času vladavine cesarja Vuja.

### Zakon in red
Hanski učenjaki, kot je bil Džja Ji (201–169 pr. n. št.), so prejšnjo dinastijo Čin prikazali kot brutalen režim. Arheološki dokazi v džangdžjašanskih in šujhidijskih bambusnih besedilih v nasprotju s tem razkrivajo, da so bili številni statuti v zakonodaji Hana, ki jo je sestavil kancler Šjao He (u. 193 pr. n. št.), izpeljani iz prava Čina.
Na sodiščih so bili obravnavani različni primeri posilstev, fizičnih zlorab in umorov. Čeprav so imele ženske običajno manj pravic kot moški, jim je bilo dovoljeno vložiti civilne in kazenske obtožbe proti njim. Medtem ko so bili osumljenci zaprti, obsojeni kriminalci niso bili nikoli zaprti. Namesto z zaporom so bili običajno kaznovani z denarno globo, trdim prisilnim delom in smrtno kaznijo z obglavljenjem. Zgodnje kazni z mučnim pohabljanjem so bile izposojene iz zakonov Čina. Vrsta reform je pohabljanje postopoma zamenjala z manj hudim, a zelo bolečim bičanjem ali šibanjem po golih podplatih.
Sojenje v pravdah je bila ena od številnih nalog okrajnega sodnika in upraviteljev poveljstev. Zapletene, odmevne ali nerešene primere so pogosto preložili na ministra za pravosodje v prestolnici ali celo na cesarja. V vsakem poveljstvu Hana je bilo več okrožij, vsako pa je nadziral načelnik policije. Red v mestih so vzdrževali državni uradniki na tržnicah in policisti v soseskah.

### Prehrana
Najpogostejši osnovni pridelki v času dinastije Han so bili pšenica, ječmen, proso, bar (laški muhvič), riž in fižol.  Med običajno sadje in zelenjavo so spadali pravi kostanj, hruške, slive, breskve, melone, marelice, jagode, rdeče borovnice, žižole, bučke, bambusovi poganjki, gorčica in taro. Uživali so tudi meso udomačenih živali, predvsem kokoši, rac, gosi, goveda, ovac, prašičev, kamel in psov. Nekaj pasem psov so vzrejali predvsem za prehrano. Med užitne divje živali so spadale želve in ribe, sove, fazani, srake, jeleni in jerebice. Jedi so začinili s sladkorjem, medom, soljo in sojino omako. Redno so uživali pivo in vino.

### Oblačenje
Oblačila in materiali, iz katerih so bila izdelana, so bila odvisna od družbenega razreda. Premožni ljudje so si lahko privoščili svilena oblačila, krila, nogavice in palčnike, plašče iz krzna jazbeca ali lisice, račje perje in usnjene copate z intarzijami, biseri in svileno podlogo. Preprosti ljudje so običajno nosili oblačila iz konoplje, volne in dihurjevega krzna.

### Religija, kozmologija in metefizika
Družine po vsej hanski Kitajski so obredno žrtvovale živali in hrano božanstvom, duhovom in prednikom v templjih in svetiščih. Verjeli so, da lahko te predmete uporabljajo tisti v duhovnem svetu. Menili so, da ima vsak človek dušo iz dveh delov: duhovno dušo (hun, 魂), ki je odpotovala v posmrtni raj nesmrtnikov (šjan), in telesno dušo (po, 魄), ki je ostala v grobu ali grobnici na Zemlji in bila ponovno združena z duhovno dušo skozi obred.
Poleg številnih drugih vlog je cesar deloval tudi  kot najvišji duhovnik v deželi, ki je žrtvoval nebesom,  glavnim božanstvom, znanim kot Pet moči, in duhovom (šen, 神) gora in rek.
Verjeli so, da so tri kraljestva nebes, zemlje in človeštva povezana z naravnimi cikli jina in janga in petimi fazami. Če se cesar ne bi obnašal v skladu s pravili obredov, etiko in moralo, bi lahko porušilo fino ravnovesje teh kozmoloških ciklov in povzročil nesreče, kot so potresi, poplave, suše, epidemije in roji kobilic.
Verjeli so, da je nesmrtnost mogoče doseči, če se doseže deželo Kraljice matere Zahoda ali goro Penglaj. Daoisti iz hanskega obdobja so se zbirali v majhne skupine puščavnikov in poskušali doseči nesmrtnost z dihalnimi vajami, spolnimi tehnikami in uporabo medicinskih eliksirjev.
Do 2. stoletja n. št. so daoisti oblikovali velike hierarhične verske družbe, kot je Pot petih meric riža. Njeni privrženci so verjeli, da je modrec-filozof Laodzi (deloval v 6. stoletju pr. n. št.) sveti prerok, ki bo ponudil odrešitev in dobro zdravje, če bodo njegovi pobožni privrženci priznali svoje grehe, prepovedali čaščenje nečistih bogov, ki so sprejemali mesne žrtve, in peli dele Daodedžinga.
Budizem je prvič vstopil v cesarsko Kitajsko po svilni poti v Vzhodni Han in bil prvič omenjen leta 65 n. št. Liu Jing (u. 71 n. št.), polbrat cesarja Minga iz Hana (vladal 57–75 n. št.), je bil eden njegovih prvih kitajskih privržencev, čeprav je bil kitajski budizem na tej točki močno povezan s Huang-Laovim daoizmom. Prvi znani budistični tempelj na Kitajskem, Tempelj belega konja, je bil zgrajen pred obzidjem prestolnice Luojang med vladavino cesarja Minga. Pomembni budistični kanoni so bili prevedeni v kitajščino v 2. stoletju n. št., vključno s Sutro z dvainštiridesetimi poglavji, Popolnostjo modrosti, Šurangama Sutro in Pratjutpana Sutro.

## Vlada in politika

### Centralna vlada
V hanski vladi je bil cesar vrhovni sodnik in zakonodajalec, vrhovni poveljnik oboroženih sil in edini določitelj uradnih kandidatov, imenovanih na najvišje položaje v centralni in lokalni upravi, se pravi tistih, ki so imeli plačo 600 mernikov neoluščenega žita letno ali več.  Oblast cesarja je bila teoretično neomejena. 
Državni organi z nasprotujočimi si interesi in institucije, kot je bila dvorna konferenca (tingdži), na kateri so ministri z večinskim soglasjem odločali o nekem vprašanju, so v spornih primerih pritiskali na cesarja, da je v političnih odločitvah upošteval njihove nasvete. Če je cesar zavrnil odločitev dvorne konference, je tvegal, da bo odtujil svoje visoke ministre. Cesarji so včasih njihovo mnenje kljub temu zavrnili.
Neposredno pod cesarjem so bili člani njegovega kabineta, znani kot trije državni svetniki (san gong): kancler ali minister množic (čengšjan ali da situ), cesarski svetovalec ali ekscelenca del (juši dafu ali da sikong) in veliki poveljnik ali veliki maršal (taj vej ali da sima).
Kancler, katerega naziv so leta 8 pr. n. št. spremenili v 'minister nad množicami', je bil odgovoren predvsem za pripravo vladnega proračuna. Druge naloge kanclerja so vključevale vodenje deželnih registrov za zemljo in prebivalstvo, vodenje sodnih konferenc, sojenje v pravdah in priporočanje kandidatov za visoke položaje. Kancler je lahko imenoval uradnike s plačo pod 600 merniki neoluščenega žita letno.
Glavna naloga cesarskega svetovalca je bila vodenje disciplinskih postopkov za uradnike. S kanclerjem si je delil podobne naloge, na primer sprejemanje letnih deželnih poročil. Ko je bil leta 8 pr. n. št. njegov naziv spremenjen v 'minister za dela', je njegova glavna dolžnost postala nadzor nad javnimi deli.
Veliki poveljnik, čigar naslov je bil leta 119 pr. n. št. spremenjen v velikega maršala, je bil do leta 51 pr. n. št., ko je dobil prejšnji naslov, občasno poveljnik vojske in nato v obdobju Zahodnega Hana regent. V dobi Vzhodnega Hana je bil večinoma civilni uradnik, ki je imel veliko enakih pooblastil kot druga dva državna svetnika.
Pod tremi državnimi svetniki je bilo devet ministrov (džiu čing), od katerih je vsak vodil specializirano ministrstvo. Minister za slovesnosti (tajčang) je bil odgovoren za verske obrede, molitve in vzdrževanje templjev in oltarjev prednikov.  Minister za gospodinjstvo (guang lu šun) je bil zadolžen za cesarjevo varnost v palači, cesarskih parkih in povsod, kamor se je cesar odpravil s kočijo. 
Minister za straže (vejvej) je bil odgovoren za varovanje in patruljiranje obzidja, stolpov in vrat cesarskih palač. Minister  kočijaž (tajpu) je bil odgovoren za vzdrževanje cesarskih hlevov, konj, kočij  cesarja in njegovih dvornih spremljevalcev ter za oskrbo vojske s konji. Minister za pravosodje (tingvej) je bil zadolžen za spoštovanje, uveljavljanje in razlago zakonov. Minister protokola (da honglu) je bil odgovoren za sprejemanje častnih gostov na cesarskem dvoru, kot so plemiči in tuji veleposlaniki. 
Minister cesarskega klana (dzongdženg) je nadzoroval interakcije cesarskega dvora s plemstvom cesarstva in širšo cesarsko družino, kot je bilo podeljeanje fevdov in nazivov.  Minister za finance (da sinong) je bil blagajnik uradne birokracije in oboroženih sil, ki je upravljal z davčnimi prihodki in določal standarde za merske enote. Minister oskrbnik (šaofu) je služil izključno cesarju in mu zagotavljal razvedrilo in zabavo, primerno hrano in oblačila, zdravila in fizično nego, dragocenosti in opremo.

### Lokalna uprava
Cesarstvo Han, razen kraljestev in markizatov, je bilo po padajoči velikosti razdeljeno na province, poveljstva in okrožja. Okrožja so bila razdeljena na več manjših  enot (šjang) s skupinami naselij (li) s po približno sto družinami.
Vodje provinc, katerih uradni naziv se je v zgodovina Hana večkrat spremenil iz inšpektorja v guvernerja in obratno, so bili odgovorni za inšpekcijo več uprav na ravni poveljstva in kraljestva. Na podlagi njihovih poročil je cesarski dvor uradnike v lokalnih upravah napredoval, degradiral, odpuščal ali preganjal.
Guverner je lahko izvajal nekaj ukrepov brez dovoljenja cesarskega dvora. Inšpektor nižjega ranga je imel izvršilna pooblastila le v času krize, ko je na primer  po poveljstvih pod svojo jurisdikcijo zbiral milice za zatiranje upora.
Poveljstvo je bilo sestavljeno iz skupine okrajev, vodil pa ga je administrator, ki je bil najvišji civilni in vojaški vodja poveljstva in se je ukvarjal z obrambo, tožbami, sezonskimi navodili kmetom in priporočanjem kandidatov za položaje v sistemu kvot, ki ga je prvi vzpostavil cesar Vu. Vodja velikega okrožja s približno 10.000 gospodinjstvi se je imenoval prefekt, medtem ko so se glavarji manjših okrožij imenovali načelniki, oboji pa so lahko bili magistrati.  Magistrati so vzdrževali zakon in red v svoji upravni enoti, popisovali prebivalstvo za obdavčitev, mobiliziral prebivalce za letno neplačano prisilno delo, popravljali šole in nadzirali javna dela.

### Kraljestva in markizati
Kraljestva, približno enako velika kot poveljstva, so bila polavtonomni fevdi, ki so jih upravljali izključno cesarjevi moški sorodniki. Pred letom 157 pr. n. št. so nekaterim kraljestvom vladali tudi drugi v zameno za njihove usluge cesarju Gaodzuju. Uprava vsakega kraljestva je bila zelo podobna centralni vladi. Kanclerje vseh kraljestev je  imenoval cesar, vse preostale civilne uradnike v svojih fevdih pa so imenovali kralji sami.
Leta 145 pr. n. št. je cesar Džing po več uporih kraljem odvzel pravico, da imenujejo uradnike, katerih plače so bile višje od 400 mernikov žita.  Cesarski svetovalci in devet ministrov vseh kraljestev, razen ministra kočijaža,  so bili ukinjeni. Kanclerja je še vedno imenovala centralna vlada.
S temi reformami so bili kralji degradirani na glavarje svojih fevdov in kot osebni dohodek prejemali del davkov, pobranih v njihovem kraljestvu. Podobno je centralna vlada imenovala tudi uradnike v markizatih. Markizov kancler je bil enakovreden okrožnemu prefektu. Tako kot kralj je tudi markiz kot osebni dohodek prejel del davčnih prihodkov iz svojega fevda.
Vse do vladavine cesarja Džinga so imeli cesarji Hana velike težave z obvladovanjem vazalnih kraljev, saj so kralji pogosto prestopili na stran Šjongnujev, kadar so cesarski poskusi centralizacije oblasti ogrozili njihove interese. Nekateri kralji so celo spodbijali Šjongnuje, naj napadejo dinastijo Han. V sedmih letih vladavine cesarja Gaodzuja  so k Šjongnujem prebegnili ali se z njimi povezali trije vazalni kralji in en markiz. Med prebežniki so bili pogosto celo cesarski princi, nadzorniki fevdov. Hanski cesarji so poskušali sklepati sporazume s Čanjuji in jih utrjevali s porokami na najvišjih ravneh, preden so leta 154 pr. n. št. odstranil uporne vazalne kralje. To je spodbudilo nekatere vazalne kralje Šjongnujev, da so po letu 147 pr. n. št. svojo zvestobo prisegli cesarju Hana.  
Hanski dvorni uradniki so sprva nasprotovali zamisli o širjenju cesarstva na stepe Šjongnujev. Šjongnuji, ki so se predali Hanu, so bili vključeni v vzporedno vojaško in politično strukturo in dinastiji Han odprli pot, da se je v stepi spopadla s konjenico Šjongnujev. Širjenje cesarstva v Tarimsko kotlino (Šindžjang) in sklepanje zakonskih zvez z drugo največjo stepsko silo, Vusuni, je Han iz regionalne države razširilo v kozmopolitsko cesarstvo.

### Vojska
Na začetku dinastije Han je bil vojaški nabornik vsak moški, star triindvajset let. Najnižja starost za vojaški nabor je bila po vladavini cesarja Džaoja (vl.  87–74 pr. n. št.) znižana na dvajset let.  Vpoklicani vojaki so se eno leto usposabljali in eno leto služili kot nepoklicni vojaki. V letu usposabljanja so služili v eni od treh vej oboroženih sil: pehoti, konjenici ali mornarici. Vojaki so se morali po služenju v vojski še naprej usposabljati, da bi ohranili svoje veščine, in bili podvrženi letnim pregledom vojaške pripravljenosti. V vojsko so bili lahko vpoklicani tudi kasneje, dokler ni bil naborniški sistem po letu 30 n. št. večinoma ukinjen. Leto aktivne službe so vojaki služili bodisi na meji, na kraljevem dvoru ali pod vodstvom ministra straže v prestolnici. Majhna poklicna  stalna vojska je bila nameščena v bližini prestolnice.
Med Vzhodnim Hanom se je bilo vpoklicu mogoče izogniti s plačilom različno visokega davka. Dvor Vzhodnega Hana je bil naklonjen novačenju vojske prostovoljcev. Prostovoljni vojaki so bili vključeni v Južno vojsko (nandžun), medtem ko je bila stalna Severna vojska (bejdžun) nameščena v prestolnici in blizu nje. Severno vojsko, ki so jo vodili polkovniki (šjaovej), je sestavljalo pet polkov s po več tisoč vojaki. Ko je po letu 189 n. št. osrednja oblast propadla, so se bogati posestniki, plemstvo in regionalni vojaški guvernerji zanašali na svoje spremljevalce, ki so delovali kot njihove osebne enote. Slednji so bili znani kot buku in so v kitajski zgodovini tvorili poseben družbeni razred.
V času vojne se je število prostovoljcev povečalo. Po vsej državi je bila ustanovljena veliko večja milica, ki je dopolnjevala Severno vojsko. V teh okoliščinah je bila vojska organizirana v divizije in polke, ki so jim poveljevali generali (džjangdžjun) oziroma polkovniki, včasih tudi majorji. Polki so bili razdeljeni na čete, ki so jih vodili kapitani. Manjše enote vojakov so bili vodi.

## Gospodarstvo

### Denar
Dinastija Han je od dinastije Čin podedovala kovance ban liang. Na začetku dinastije Han je cesar Gaodzu zaprl vladno kovnico v korist zasebnega kovanja denarja. To odločitev je leta 186 pr. n. št. razveljavila njegova vdova, velika cesarica Lu Dži (u. 180 pr. n. št.), ki je odpravila zasebne kovnice. Leta 182 pr. n. št. je Lu Dži izdala bronast kovanec,  veliko lažji od prejšnjih, kar je povzročilo veliko inflacijo. Inflacija se ni umirila do leta 175 pr. n. št., ko je cesar Ven ponovno dovolil zasebne kovnice, ki so kovale bronaste kovance z maso natančno 2,6 g.
Leta 144 pr. n. št. je cesar Jing ukinil zasebno kovanje denarja v korist kovanja na ravni centralne vlade in poveljstva in hkrati uvedel nov kovanec. Cesar Vu je leta 120 pr. n. št.  namesto tega kovanca uvedel drugega, vendar je leto kasneje popolnoma opustil prepoved liangov v korist kovanca vudžu, ki je tehtal 3,2 g. Vudžu je ostal standardni kitajski kovanec do dinastije Tang (618–907). Njegovo uporabo je za kratek čas prekinilo več novih valut, uvedenih med Vang Mangovim režimom, dokler ni cesar Guangvu leta 40 znova uvedel vudžuja.
Ker so bili kovanci, ki so jih kovala poveljstva, pogosto slabše kakovosti in manjše mase od standardnih, je centralna vlada leta 113 pr. n. št. zaprla kovnice poveljstev in monopolizirala izdajo kovancev. Centralno kovnico je nadziral nadzornik vodnih poti in parkov. V Vzhodnem Hanu je bila ta dolžnost prenesena na finančnega ministra.

### Davki in lastnina
Poleg zemljiškega davka, ki ga je lastnik zemljišča plačal z delom pridelka, sta se glavarina in davek na nepremičnine plačevala v denarju.  Letna davčna stopnja za odrasle moške in ženske je bila 120 kovancev in za mladoletne 20 kovancev. Trgovci so morali plačati 240 kovancev.  Davki so spodbudil denarno gospodarstvo, ki je zahtevalo kovanje več kot 28 milijard kovancev in od leta 118 pr. n. št. do 5. n. št.  povprečno 220 milijonov kovancev letno.
Kroženje denarja je omogočilo uspešnim trgovcem, da so denar vložili v zemljo, kar je okrepilo prav tisti družbeni razred, ki ga je vlada poskušala zatreti z visokimi komercialnimi in nepremičninskimi davki.  Cesar Vu je zato celo sprejel zakone, ki so registriranim trgovcem prepovedovali lastništvo zemlje. Močni trgovci so se znali izognili registraciji in imeli v lasti velika zemljišča.
Mali posestniki-obdelovalci so tvorili večino davčne osnove dinastije Han. Prihodke s tega naslova so v drugi polovici Vzhodnega Hana ogrozili številni kmetje, ki so zapadli v dolgove in bili prisiljeni delati kot najemniki kmetij bogatih posestnikov. Vlada je zato uvedla reforme, ki bi malim posestnikom-obdelovalcem omogočile obstoj na lastnih kmetijah in brez dolgov. Reforme so vključevale znižanje davkov, začasne odpuste davkov, odobritev posojil in zagotavljanje kmetom brez zemlje začasno bivanje in delo v kmetijskih kolonijah, ki bi trajalo do poplačila dolgov.
Leta 168 pr. n. št. je bila letna stopnja zemljiškega davka znižana z ene petnajstine pridelka kmečkega gospodinjstva na eno tridesetino in v zadnjih desetletjih dinastije na eno stotino. Posledično izgubo državnih prihodkov so nadomestili z zvišanjem davkov na nepremičnine.
Davek na delo se je plačeval z obveznim delom en mesec na leto, naloženim meščanom, starim od petnajst do šestinpetdeset let. V Vzhodnem Hanu se je bilo delu mogoče izogniti s plačilom posebnega davka, saj je bolj kot prisilno postalo priljubljeno najeto delo.

### Zasebna proizvodnja in državni monopoli
V zgodnjem Zahodnem Hanu so se lahko industrijalci, ki so se ukvarjali s soljo in železom,  ponašali z bogastvom,  ki se je kosalo s cesarsko zakladnico, in zaposlovali po več kot tisoč kmetov. To je mnoge kmete odvrnilo od njihovih kmetij in vlado prikrajšalo za pomemben del prihodkov od zemljiškega davka. Da bi izničil vpliv takih zasebnih podjetnikov, je cesar Vu leta 117 pr. n. št. nacionaliziral industrijo soli in železa ter dovolil številnim nekdanjim industrialcem, da postanejo upravniki državnih monopolov. V času Vzhodnega Hana so poveljniške in okrožne uprave ter zasebni poslovneži razveljavili monopole centralne vlade v korist lastne proizvodnje.
Druga pomebna in dobičkonosna zasebna industrija je bila žganjekuha, ki jo je centralna vlada nacionalizirala leta 98 pr. n. št. Nacionalizacija je bila leta  81 pr. n. št. razveljavljena.  Tistim, ki so z žganimi  pijačami trgovali zasebno, je bil zaračunan poseben davek v višini deset kovancev za liter žganja. Do leta 110 pr. n. št. se je cesar Vu vmešal tudi v donosno trgovino z žitom, ko je s prodajo državnega skladiščenega žita po nižji ceni od tiste, ki so jo zahtevali trgovci, odpravil špekulacije.  Cesar Ming je ustanovil kratkotrajen Urad za prilagajanje in stabilizacijo cen, ki je bil ukinjen leta 68 n.  št.V Vzhodnem Hanu cene večinoma niso bile pod nadzorom vlade.

## Znanost in tehnologija
Dinastija Han je bila edinstveno obdobje v razvoju predmoderne kitajske znanosti in tehnologije, primerljivo z razvojem v času dinastije Song (960–1279). 

### Materiali za pisanje
V 1. tisočletju pr. n. št. so bili značilni starodavni kitajski pisalni materiali izdelki iz brona, živalske kosti, bambusne letvice in lesene deščice. V začetku dinastije Han so bili glavni pisalni materiali glinene tablice, svilena tkanina, konopljin papir in zvitki bambusnih letvic, sešitih s konopljino vrvico, speljano skozi izvrtane luknjice.
Najstarejši znani list kitajskega konopljinega papirja je iz 2. stoletja pr. n. št.  Standardni postopek izdelave papirja je izumil Cai Lun leta 105. Najstarejši znani ohranjeni list popisanega papirja  je bil najden v ruševinah stražnega stolpa Hana v Notranji Mongoliji,  zapuščenega leta 110 n. št.

### Metalurgija in kmetijstvo
Najdbe kažejo, da so plavži za predelavo železove rude v surovo železo, ki se je nato dalo taliti v kupolkah z vpihavanjem hladnega ali vročega zraka, na Kitajskem delovali od poznega obdobja pomladi in jeseni (722–481 pr. n. št.).  Plitvih ognjišč v starodavni Kitajski niso pozna. Kovano železo so proizvajali z vpihavanjem zraka (kisika), ki je povzročil razogljičenje železa. Surovo železo je bilo mogoče pretvoriti v kovano železo in jeklo tudi  s postopkom bistrenja.
Bron in železo sta se uporabljala za izdelavo orožja, kuhinjskega pribora, tesarskih orodij, posode in drugega. Pomembna je bila tudi proizvodnja kmetijskih orodij. Trikrak železen sejalnik, ki so ga izumili v 2. stoletju pr. n. št., je kmetom omogočil sejanje pridelkov v vrstah, namesto da bi sejali ročno.  Plug z železnim lemežem, prav tako izumljen v času dinastije Han, je zahteval le enega človeka in vprego dveh volov ali konj. S plugom s tremi lemeži in sejalnikom se je dalo v enem dnevu preorati in posejati približno 11 arov zemlje.
Za zaščito pridelkov pred vetrom in sušo je žitni intendant Džao Guo  med vladavino cesarja Vuja iznašel sistem izmeničnega oranja (daitianfa), s katerim se je smer brazd in grebenov prilagajala rastni sezoni. Ko so poskusi s tem sistemom dali dobre rezultate, ga je vlada uradno podprla in spodbujala kmete k njegovi rabi. Hanski kmetje so za pridelavo poljščin uporabljali tudi sistem polj z močno pognojenimi plitvimi jamami, ki niso zahtevale plugov in volov in so jih lahko izkopali na nagnjenem terenu. V južnih in majhnih delih osrednje Kitajske so v dinastiji Han na terasastih poljih pridelovali predvsem riž. Kmetje vzdolž reke Huai so riž presajali.

### Gradbenštvo in geotehnični inženiring
Najpomembnejši gradbeni material v dinastiji Han je bil les.  Uporabljali so ga za gradnjo palač in stanovanjskih zgradb. Ker les hitro propada, so od lesenih hiš iz hanskega obdobja ostali samo keramični strešniki. Najstarejše ohranjene lesene zgradbe na Kitajskem so iz dinastije Tang (618–907 n. št.).
Iz dinastije Han so se ohranile zgradbe iz opeke, kamna in nabite zemlje, kamniti stebri vrat, grobnice iz opeke, mestna obzidja, svetilni stolpi iz nabite zemlje in opeke, odseki Kitajskega zidu,  ploščadi iz nabite zemlje, na katerih so nekoč stale dvorane, in dva gradova iz nabita zemlje v  Gansuju. V prestolnicah Čangan in Luojang še vedno stoji obzidje iz nabite zemlje z drenažnimi kanali iz opeke in keramične vodovodne cevi. Monumentalna kamnita vrata s stebri, od katerih jih je devetindvajset iz obdobja Han, so tvorila vhode v obzidana svetišča in grobnice. Stebri vsebujejo umetniške imitacije lesenih in keramičnih gradbenih komponent, kot so strešniki, napušči in balustrade.
Najpogostejša vrsta doma je bila hiša z dvoriščem, prikazana v umetninah Hana. Keramične makete zgradb, kot so hiše in stolpi, so v grobnicah Hana našli morda zato, da bi pokojnim nudili bivališče v posmrtnem življenju. Makete vsebujejo dragocene namige o videzu propadlih lesenih zgradb. Oblika strešnikov na maketah se v nekaterih primerih natančno ujemajo s strešniki, najdenimi na arheoloških najdiščih.
Najdenih je bilo več kot deset podzemnih grobnic iz obdobja Hana. Mnoge med njimi imajo obokane odprtine, obokane komore in kupolaste strehe. Raba opečnih obokov in kupol v nadzemnih strukturah Hana ni znana.
Iz pisnih virov Hana je razvidno, da so na Kitajskem takrat obstajali mostovi z lesenimi nosilci, ločni mostovi, enostavni viseči mostovi in plavajoči pontonski mostovi. Omenjena sta samo dva ločna mostova, obstaja pa samo ena maketa takšnega mostu, ki je stal v provinci Sečuan.
Podzemni rudniški jaški, nekateri segajo do globine več kot 100 m, so bili namenjeni pridobivanju rud kovin. Za pridobivanje slanice, iz katere so z uparevanjem vode pridobivali sol, so uporabljali vrtine in jaške. Kotle za uparevanje slanice so ogrevali z zemeljskim plinom, ki so ga po ceveh iz bambusa pripeljali iz zemlje
- Par kamnitih stebrov (čue) templja na gori Song v Dangfengu (Vzhodni Han)
- Par stebrov iz hanskega obdobja v Babaošanu, Peking
- Steber, visok 6 metrov v Gao Jijevi grobnici v Jaanu (Vzhodni Han)[383]
- Obokana komora grobnice v Luojangu, zgrajena iz majhnih zidakov

### Strojno in vodno inženirstvo
Zapisi o inženirstvu v obdobju Hana izhajajo predvsem iz zapisov včasih nezainteresiranih konfucijanskih učenjakov, ki so na splošno menili, da so znanstvena in inženirska prizadevanja daleč pod njihovo ravnjo.  Poklicni obrtniki - inženirji za seboj niso pustili podrobnih zapisov o svojih izumih. Nekaj pisnih virov kljub temu daje nekaj ključnih informacij. 
Leta 15 pr. n. št. je filozof in pesnik Jang Šjong opisal izum jermenskega pogona stroja, ki je bil velikega pomena za zgodnjo proizvodnjo tekstila. Izumi strojnega inženirja in obrtnika Ding Huana so omenjeni v Raznih zapiskih o zahodni prestolnici. Okoli leta 180 n. št. je Ding izdelal ročno gnan ventilator za klimatizacijo v cesarskih palačah. Ding je uporabil tudi kardanske obroče kot osrednjo oporo za eno od svojih kadilnic in izumil prvi znani zootrop, napravo za ustvarjanje iluzije gibljivih slik.
Sodobna arheologija je pripeljala do odkritja umetniških del Hana s prikazi izumov, ki v pisnih virih niso bili opisani. V grobnicah so našli na primer model mehanskega vejalnika za ločevanje zrnja od plev.  Našli so tudi voziček za merjenje dolžine prevožene poti, ki je vsako določeno razdaljo označil z udarjanjem po bobnih in gongih. Ta izum je upodobljen na slikah iz 2. stoletja, podrobno opisan pa je bil šele v 3. stoletju.
Arheologi so izkopali tudi primerke para drsnih kovinskih čeljusti, podobnih sodobnemu kljunastemu merilu, ki so jih obrtniki uporabljali za fine meritve dimenzij. Na čeljustih so celo napisi z datumom  izdelave. To orodje ni omenjeno v nobenem pisnem viru iz obdobja Hana.
V hanskem obbdobju se v kitajskih zapisih pojavi vodno kolo. Huan Tan okoli leta 20 n. št. omenja, da so ga uporabljali za pogon železnih kladiv za mlatenje, luščenje in poliranje žita. Za njegovo rabo v vodnem mlinu ni zadostnih dokazov vse do približno 5. stoletja. Du Ši, uradnik poveljstva Nanjang, sicer strojni inženir in metalurg  (u. 38 n. št.), je izdelal motor na vodno kolo, ki je gnal meh peči za taljenje železa.
Vodna kolesa so uporabljali tudi za pogon verižnih črpalk za črpanje vode v namakalne kanale.  Verižno črpalko je na Kitajskem prvič omenil filozof Vang Čong v svoji Uravnoteženi razpravi (Lunheng) iz 1. stoletja.
Armilarno sfero, tridimenzionalno predstavitev gibanj v nebesni sferi, so izumili na Kitajskem v 1. stoletju pr. n. št. Z vodno uro, vodnim kolesom in nizom zobnikov je dvorni astronom Džang Heng (78–139 n. št.) vrtel svojo armilarno kroglo s kovinskim obročem. Da bi upočasnil merjenja časa z vodno  uro, je Džang prvi na Kitajskem med rezervoar z vodo in dotočno posodo namestil dodaten rezervoar.
Džang je izumil tudi napravo, ki jo je poimenoval "potresna vetrnica" (houfeng didong yi), ki jo je britanski biokemik, sinolog in zgodovinar Joseph Needham opisal kot "prednika vseh seizmografov". Naprava je zaznala natančno kardinalno in ordinalno smer potresov z razdalje več sto kilometrov. Naprava je uporabljala obrnjeno nihalo, ki je, ko so ga zmotili tresljaji tal, sprožilo niz zobnikov, ki so v usta kovinske krastače spustili kovinsko kroglico iz enih od osmih zmajevih ust, ki so predstavljale osem smeri neba. Poročilo v Knjigi Kasnejšega Hana opisuje, da se je ob neki priložnosti sprožila ena od kovinskih kroglic, ne da bi kdo od opazovalcev občutil motnjo. Nekaj dni kasneje je prispel sel z novico, da je potres prizadel poveljstvo Longši v sodobni provinci Gansu. Naprava je pokazala pravo smer in dvorni uradniki so morali priznali, da je učinkovita.

## Matematika
Ohranjene so tri matematične razprave iz obdobja Hana: Knjiga o številih in računanju, Aritmetična klasika gnomona in nebesnih krožnih poti (Džovbi suandžing) ter Devet poglavij matematične umetnosti. Matematični dosežki iz obdobja Hana vključujejo reševanje problemov pravokotnih trikotnikov, kvadratne korene, kubične korene in matrične metode, iskanje natančnejšega približka π, dokazovanje Pitagorovega izreka, uporabo decimalnega ulomka, Gaussovo eliminacijsko metodo za reševanje linearnih enačb in uporabo verižnih ulomkov za iskanje ničel funkcije.
Eden največjih hanskih matematičnih dosežkov je bila prva znana uporaba negativnih števil. Negativna števila so se prvič pojavila v Devetih poglavjih matematične umetnosti, zapisana črnimi števnimi palčkami, medtem ko so bila pozitivna števila zapisana z rdečimi števnimi palčkami. Negativna števila sta  uporabljala tudi grški matematik Diofant okoli leta 275 n. št. in Bahšalski rokopis iz Gandare iz 7. stoletja, vendar so bila v Evropi na splošno sprejeta šele v 16. stoletju.
V Hanu so uporabljali matematiko v različnih disciplinah. V glasbenem uglaševanju je Ding Fang (78–37 pr. n. št.) ugotovil, da je 53 popolnih kvint približno 31 oktav. Ustvaril je tudi glasbeno lestvico s 60 toni, pri čemer je razliko izračunal na 177147/176776. Enako vrednost, tj. 353/284, je izračunal nemški matematik Nicholas Mercator (1620–1687).

### Astronomija
Matematika je bila bistvena za pripravo astronomskega lunisolarnega koledarja, ki je  kot časovna označevalca leta uporabljal Sonce in Luno. V obdobju pomladi in jeseni v 5. stoletju pr. n. št. so Kitajci uvedli koledar sifen, v katerem je bilo tropsko leto dolgo 365,25 dni. Koledar sifen je bil leta 104 pr. n. št. nadomeščen s koledarjem tajču, v katerem je bilo tropsko leto dolgo 365+385⁄1539 (~ 365,25016) dni, lunarni mesec pa 29+43⁄81 dni. Cesar Džang je kasneje ponovno uvedel koledar sifen.
Astronomi dinastije Han so izdelali zvezdne kataloge in podrobne zapise o kometih, ki so se pojavili na nočnem nebu, vključno s snemanjem pojava kometa iz leta 12 pr. n. št., ki je danes znan kot Halleyjev komet. Sprejeli so geocentrični model vesolja in teoretizirali, da je oblikovano kot krogla z Zemljo v njenem središču.  Domnevali so, da so Sonce, Luna in planeti krogle in ne diski. Ugotovili so tudi, da osvetlitev Lune in planetov povzroča sončna svetloba, da do luninih mrkov pride, ko Zemlja ovira padanje sončne svetlobe na Luno in da do sončevih mrkov pride, ko Luna ovira sončni svetlobi, da bi dosegla Zemljo.
Vang Čong je natančno opisal vodni krog izhlapevanja vode v oblake in vračanja na zemljo kot dež ali sneg, vendar se z njegovim modelom niso strinjali.

### Kartografija, ladje in vozila
Pisni viri in arheološke najdbe dokazujejo, da je kartografija na Kitajskem obstajala že pred dinastijo Han. Nekateri najzgodnejši odkriti zemljevidi so bili narisani s črnilom na svilo. Takšen je na primer zemljevid, najden v grobnici  iz 2. stoletja pr. n. št. v Mavangduju.
General Ma Juan je v 1. stoletju ustvaril prvi znani reliefni zemljevid na svetu, izdelan iz riža. Ta datum bi se lahko spremenil, če bi izkopali grobnico cesarja Čin Ši Huanga in bi se izkazalo, da je poročilo v Zapisih Velikega zgodovinarja o zemljevidu cesarstva resnično.
Uporabo merila in koordinatne mreže na zemljevidih je temeljito opisal Pej Šju (224–271 n. št.), vendar obstajajo dokazi, da je oboje prvi uporabil kartograf Džang Heng v začetku 2. stoletja.
Kitajci iz dinastije Han so pluli na različnih ladjah, ki so se razlikovale od tistih iz prejšnjih obdobij, kakršna je bila na primer stolpna ladja lovčuan. V hanskem obdobju so razvili in začeli graditi džunke.  Džunke so imele kvadraten premec in krmo,  trup z ravnim dnom ali zaobljen trup iz neprekritih desk brez kobilice. V trupu so bile trdne prečne  pregrade namesto reber, ki so jih imela plovila na zahodu. Ladje Hana so imele prve na svetu krmilo na krmi namesto preprostega krmilnega vesla na boku, kar je ladjam omogočalo plovbo na odprtem morju.
Volovske vprege in bojne vozove so na Kitajskem uporabljali že prej, v Hanu pa so v 1. stoletju pr. n. št. iznašli samokolnico. Hanske makete vozov s konjsko vprego kažejo, da je težak lesen jarem iz obdobja vojskujočih se držav zamenjal mehkejši prsni jermen. Pravi konjski komat so razvili v času Severnega Veja (386–534).

### Medicina
V hanskem obdobju so zdravniki verjeli, da je človeško telo podvrženo istim naravnim silam, ki vladajo širšemu vesolju: kozmološkemu ciklu jina in janga ter petim elementom: ognju, vodi, lesu, kovini in zemlji. Vsak organ v telesu je bil povezan z določenim elemetom. Na bolezen so gledali kot na znak, da so moteni kanali či ali "vitalne energije", ki vodijo do določenega organa. V tem smislu so zdravniki  predpisovali zdravila, za katera so verjeli, da preprečujejo te motnje.
Ker so vedeli, da les spodbuja ogenj, so za zdravljenje organa, povezanega z ognjem, uporabljali zdravilne sestavine, povezane z lesom. Hanski zdravniki so razen diet predpisovali tudi moksibustijo, akupunkturo in telovadbo kot metode za ohranjanje zdravja.
Kitajski zdravnik Hua Tuo (u. 208) operacije izvajal z lokalno anestezijo in svojim pacientom predpisoval mazilo za vtiranje, ki naj bi pospešilo proces celjenja kirurških ran.
Zdravnik Džang Džongdžing (ok. 150 – ok. 219) je napisal Hanghan lun (Disertacija o tifusni mrzlici). Domneva se, da sta on in Hua Tuo sodelovala pri sestavljanju medicinskega besedila Šennong ben cao džing.